# Pimelodus multicratifer
Pimelodus multicratifer är en fiskart som beskrevs av Ribeiro, de lucena och Oyakawa 2011. Pimelodus multicratifer ingår i släktet Pimelodus och familjen Pimelodidae. Inga underarter finns listade i Catalogue of Life.